# عمر العلماء
عمر سلطان العلماء (ولد في 16 فبراير 1990م) هو وزير دولة للذكاء الاصطناعي في دولة الإمارات العربية المتحدة منذ أكتوبر 2017  وأضيفت ملفات الاقتصاد الرقمي وتطبيقات العمل عن بعد إلى مهامه في يوليو 2020. كما عُين مديراً عاماً لمكتب رئاسة مجلس الوزارء في الإمارات في 7 فبراير 2023 إضافة لمنصبه وزيراً للذكاء الاصطناعي.

## النشأة والتعليم
ولد العلماء في 16 فبراير 1990 في دبي. حصل على درجة البكالوريوس في إدارة الأعمال والإدارة من الجامعة الأمريكية في دبي، ودبلوم في التميز وإدارة المشاريع من الجامعة الأمريكية في الشارقة.

## الحياة الوظيفية
يشغل منصب وزير دولة للذكاء الاصطناعي والاقتصاد الرقمي وتطبيقات العمل عن بعد من يوليو 2020.
عين في منصب وزير دولة للذكاء الاصطناعي من أكتوبر2017
منصب مدير مؤسسة القمة العالمية للحكومات في مكتب رئاسة مجلس الوزراء بوزارة شؤون مجلس الوزراء في الإمارات.

## العضويات
في نوفمبر 2017، عُين عمر العلماء عضواً في مجلس «تشكيل مستقبل الاقتصاد الرقمي والمجتمع» (مجموعة العمل)  ، وهو جزء من المنتدى الاقتصادي العالمي (WEF) - دافوس.

## إستراتيجية الإمارات للذكاء الاصطناعي
في أكتوبر 2017، أطلقت حكومة الإمارات العربية المتحدة «إستراتيجية الإمارات للذكاء الاصطناعي». وتغطي التعليم والنقل والطاقة والفضاء والتكنولوجيا. والإمارات هي أول دولة تُعيّن وزيراً للذكاء الاصطناعي.
كما استحدثت دولة الامارات منصب "الرئيس التنفيذي للذكاء الاصطناعي" في الوزارات والجهات الاتحادية بالدولة،و يتولى عدة مهام مثل التخطيط الإستراتيجي للذكاء الاصطناعي في الجهة الاتحادية، وتعزيز أفضل ممارساته، وتبنيه ضمن وحداتها ومشاريعها.

## أول مخيم صيفي للذكاء الاصطناعي
في 1 يوليو 2018 ، افتتح العلماء أول مخيم صيفي لدولة الإمارات العربية المتحدة للذكاء الاصطناعي. تم استلام 2200 طلب من طلاب الجامعات والمسؤولين التنفيذيين الحكوميين في غضون 24 ساعة فقط.

## خلوة الذكاء الاصطناعي 2024
ناقشت «خلوة الذكاء الاصطناعي» 2024، مستقبل القطاع وتأثيراته المتنامية في تنمية مختلف القطاعات، وأبرز توجهاته العالمية خلال المرحلة القادمة، وسبل الاستفادة منها وتوظيف إمكاناتها في دعم ريادة الإمارات في تطوير مجالات وتطبيقات الذكاء الاصطناعي واستخداماتها